# Грег Кларк
Грегорі Девід «Грег» Кларк (англ. Gregory David «Greg» Clark; нар. 28 серпня 1967, Мідлсбро, Англія) — британський політик-консерватор, член парламенту з 2005 року і Міністр у справах громад і місцевого самоврядування 2022 та в 2015—2016 роках, з 2016 до 2019 року — міністр з питань бізнесу, енергії та індустріальної стратегії в уряді Терези Мей.
Вивчав економіку у Кембриджському університеті і отримав докторський ступінь у Лондонській школі економіки.
До приходу у політику, Кларк працював у Boston Consulting Group, однієї з провідних бізнес-стратегічних компаній у світі, і був відправлений до США, Мексики, Південної Америки та Ісландії, а також працював з клієнтами у Великій Британії.
Кларк був спеціальним радником Міністра торгівлі та промисловості з 1996 по 1997. Згодом, він був призначений контролером торгової політики BBC і з 2001 року працював директором з питань політики у Консервативній партії. У період з 2002 по 2005 рік він також входив до ради Вестмінстера.
Він був призначений тіньовим Міністром енергетики та зміни клімату у жовтні 2008 року, раніше обіймав посаду тіньового Державного міністра благодійності, добровільних органів і соціальних підприємств.
У травні 2010 року Кларк був призначений Державним міністром у Міністерстві у справах громад і місцевого самоврядування, а у липні 2011 року він був призначений Державним міністром у справах міст. У вересні 2012 року він став Фінансовим секретарем Казначейства, перш ніж стати Державним міністром у Кабінеті міністрів у жовтні 2013 року і Державним міністром університетів, науки і міст у липні 2014 року.
Одружений, троє дітей.